# Monument Antoon de Lange
Het Monument voor Antoon de Lange is een oorlogsmonument in Amstelveen. Het is vernoemd naar Anthonius Johannes de Lange (9 november 1920 - 7 mei 1945); hij was sinds 1944 lid van de Binnenlandse Strijdkrachten van Ouderkerk aan de Amstel.

Het beeld staan sinds 6 oktober 1945 in de noordelijke berm van de Nesserlaan, die door landelijk gebied loopt. Het beeld bestaat uit een bronzen Christusbeeld gemonteerd op een granieten kruis. Het beeld is zelf 75 cm hoog, 40 cm breed en slechts 5 cm diep. Het geheel staat vervolgens op een granieten sokkel waarop de tekst: 
Heer, uw soldaat,
die sneuvelden in ’t gevecht,
smeekt u: help, Holland!
Ik kom wel terecht!
Op deze 7e mei 1945
viel voor zijn vaderland
als lid der
Ned. Binn. Strijdkrachten
Antoon de Lange
geb. 9 nov, 1920.
Het beeld werd in 1971 gestolen en hersteld, in 2007 werd het vernield en weer gerestaureerd.